# Mesostalita nocturna
Mesostalita nocturna là một loài nhện trong họ Dysderidae.
Loài này thuộc chi Mesostalita. Mesostalita nocturna được Carl Friedrich Roewer miêu tả năm 1931.